# Martijn Oosterwijk
Martijn Oosterwijk (ur. 9 czerwca 1990 w Groningen) – holenderski hokeista, reprezentant Holandii.

## Kariera
- GIJS Bears Groningen (2003-2007)
- Groningen Grizzlies (2007-2008)
- Tampa Bay Jr. Bolts (2008-2009)
- Powassan Eagles (2008-2009)
- Friesland Flyers (2011-2013)
- NIS Flyers Heerenveen (2013-2015)
- Tilburg Trappers (2015-2017)
- Visby/Roma HK (2017-2019)
- Heerenveen Flyers (2019-2020)

Wychowanek klubu GIJS Bears Groningen. Od czerwca 2013 zawodnik klubu Friesland Flyers z Heerenveen. Od września 2015 zawodnik, z którym w sierpniu 2016 przedłużył kontrakt o rok. Od lipca 2017 zawodnik szwedzkiego klubu Visby/Roma HK w lidze Hockeyettan. W czerwcu 2018 przedłużył kontrakt z tym klubem. W październiku 2019 przeszedł do Heerenveen Flyers.
Uczestniczył w turniejach mistrzostw świata w 2012, 2013, 2014, 2015 (Dywizja IB), 2018 (Dywizja IIA), 2019 (Dywizja IB), 2022 (Dywizja IIA), 2023 (Dywizja IB).

## Sukcesy
Reprezentacyjne
- Awans do MŚ Dywizji IB: 2018

Klubowe
- Złoty medal niemieckiej Oberligi: 2016, 2017 z Tilburg Trappers

Indywidualne
- Mistrzostwa Świata Juniorów w Hokeju na Lodzie 2010:
  - Najlepszy zawodnik reprezentacji na turnieju
- Mistrzostwa Świata w Hokeju na Lodzie 2013/I Dywizja#Grupa B:
  - Dwukrotnie wybrany najlepszym zawodnikiem meczu w ekipie Holandii[6]
  - Pierwsze miejsce w klasyfikacji liczby obronionych strzałów: 158 ze 173 w 5 meczach
  - Drugie miejsce w klasyfikacji skuteczności interwencji bramkarzy: 91,33%
  - Najlepszy bramkarz turnieju[7]
- Liga holenderska 2012/2013:
  - Bennie Tijnagel-Trofee - najlepiej rokujący zawodnik
- Liga holenderska 2013/2014:
  - Gobel-De Bruyn-Trofee - najlepszy bramkarz sezonu
- Mistrzostwa Świata w Hokeju na Lodzie 2019/I Dywizja#Grupa B:
  - Trzecie miejsce w klasyfikacji skuteczności interwencji bramkarzy: 90,15%[8]
- Mistrzostwa Świata w Hokeju na Lodzie 2024 (I Dywizja)#Grupa B[9]:
  - Czwarte miejsce w klasyfikacji skuteczności interwencji w turnieju: 92,59%
  - Czwarte miejsce w klasyfikacji średniej goli straconych na mecz w turnieju: 2,72